# Lebena
Lebena o Leben (en grec antic Λέβηνα, Λέβην) era el nom d'una antiga ciutat de l'illa de Creta. Actualment és un jaciment arqueològic de la Prefectura d'Iràklio, situat a la costa sud de l'illa, vora el poble de Lendas.
El lloc estava habitat ja abans de l'any 3000 aC. Estrabó diu que Lebena era el port de Gortina, una ciutat que es trobava a 70 estadis cap a l'interior. Afegeix que el seu territori limitava amb el de Praso, però això sembla que és una confusió d'Estrabó, ja que aquesta ciutat era a l'altra banda de l'illa.
Lebena era important pel seu santuari d'Asclepi, que van fundar els habitants de Gortina a començaments del segle iv aC. Vora d'aquell lloc hi havia unes fonts d'aigües termals. Pausànies diu que el santuari es va edificar prenent com a referència el temple que hi havia a Epidaure i els rituals que s'hi celebraven. Filòstrat d'Atenes, per la seva banda, diu que el santuari era molt important, i era el lloc on es concentrava el culte a Asclepi i a la seva filla Higiea de tota l'illa de Creta, i atreia peregrins que venien de Líbia. Filòstrat també diu que l'origen del nom de Leben venia perquè estava situat sota d'un promontori que tenia una forma semblant a un lleó, i segons la llegenda, abans de ser una muntanya havia estat un dels lleons que estiraven el carro de Rea.
En el terratrèmol del 46 aC el santuari va ser destruït, però després reconstruït. Cap als segles IV i V hi va créixer un petit poblet i es va erigir una basílica. L'església romana d'Orient de Sant Joan es va construir al segle xiv. Tres altres esglésies, anteriors al segle ix, s'han trobat sota Sant Joan.
El temple d'Asclepi, al sud-oest, està datat al segle I o començaments del segle II (l'anterior el va destruir un terratrèmol). Les parets són fetes de rajoles i revestides de marbre blanc amb una alçada de 3,40 metres; dues columnes de marbre i les estàtues d'Asclepi i d'Higiea es trobaven dins el temple. A l'oest una estoa construïda al mateix temps que el temple anava fins al nord de l'edifici durant uns 27 metres; l'estoa del nord va ser construïda després (segle II) i se'n conserven les bases i alguna part de les columnes de marbre que segurament delimitaven el santuari del temple.
L'anomenat Tresor, anterior al temple i al pòrtic, és la part inferior. Va ser construït potser al segle iii aC i el seu terra té uns mosaics que formen dos panells on s'hi veu un cavall marí i palmeres; l'entrada al lloc té una petita fosa de quasi 2 metres que es destinava a recollir les ofrenes.
Una font termal important està situada al sud del Nimfeu (νυμφαίων), que és una sala amb dos arcs construïda amb rajoles, i al límit est de l'estoa del nord. També s'han trobat dues cisternes usades segurament per a banys terapèutics.
Les excavacions dirigides per l'escola italiana d'arqueologia d'Atenes es van desenvolupar el 1900, 1910 i 1912-1913 i es va descobrir el santuari i altres edificis. Posteriors excavacions n'han ampliat els treballs i han descobert restes minoiques, un edifici i diverses tombes en un petit turó anomenat Anginaropapouro. Les columnes del temple s'anaven restaurant mentre s'excavava.